# Jos Valentijn
Jos Valentijn (ur. 28 marca 1952 w Ter Aar) – holenderski łyżwiarz szybki, srebrny medalista mistrzostw świata.

## Kariera
Największy sukces w karierze Jos Valentijn osiągnął w 1973 roku, kiedy wywalczył srebrny medal podczas mistrzostw świata w wieloboju sprinterskim w Oslo. W zawodach tych rozdzielił na podium Walerija Muratowa z ZSRR oraz swego rodaka Eppiego Bleekera. Był to jednak jedyny medal wywalczony przez niego na międzynarodowej imprezie tej rangi. W tej samej konkurencji był też czwarty na mistrzostwach świata w Alkmaar w 1977 roku i mistrzostwach świata w Lake Placid w 1978 roku. Walkę o medal przegrywał odpowiednio z Jewgienijem Kulikowem z ZSRR i Szwedem Johanem Granathem. W latach 1973, 1976 i 1977 zdobywał mistrzostwo Holandii w sprincie. Nigdy nie wystąpił igrzyskach olimpijskich. W 1980 roku zakończył karierę.
Jego żoną jest holenderska panczenistka, Haitske Pijlman.